# Dulcigno Vecchio
Cruci detto anche scoglio di Dulcigno vecchio (in montenegrino Stari Ulcinj/Стари Улцињ, in albanese Ulqini i Vjetër) è un isolotto del Montenegro, nel mare Adriatico meridionale, situato a nord di Dulcigno. Con il nome di Dulcigno Vecchio appare nelle mappe veneziane del XVII sec.

## Geografia
L'isolotto si trova vicino alla costa, a 180 m da punta Dulcigno Vecchio (rt Stari Ulcinj), a nord di valle Cruci (Kruče uvala) e a nord-ovest del villaggio di Santa Croce di Dulcigno (Kruče). L'isolotto misura circa 230 m di lunghezza per un massimo di 100 m di larghezza.

### Clima
| Cruci                      | Mesi | Mesi | Mesi | Mesi | Mesi | Mesi | Mesi | Mesi | Mesi | Mesi | Mesi | Mesi | Stagioni | Stagioni | Stagioni | Stagioni | Anno  |
| Cruci                      | Gen  | Feb  | Mar  | Apr  | Mag  | Giu  | Lug  | Ago  | Set  | Ott  | Nov  | Dic  | Inv      | Pri      | Est      | Aut      | Anno  |
| -------------------------- | ---- | ---- | ---- | ---- | ---- | ---- | ---- | ---- | ---- | ---- | ---- | ---- | -------- | -------- | -------- | -------- | ----- |
| T. max. media (°C)         | 12,1 | 13,3 | 14,0 | 15,6 | 17,2 | 19,8 | 22,1 | 22,4 | 20,3 | 18,5 | 16,3 | 14,0 | 13,1     | 15,6     | 21,4     | 18,4     | 17,1  |
| T. min. media (°C)         | 10,2 | 10,7 | 11,3 | 12,0 | 12,6 | 13,9 | 15,2 | 15,7 | 13,0 | 12,2 | 11,5 | 10,0 | 10,3     | 12,0     | 14,9     | 12,2     | 12,4  |
| Precipitazioni (mm)        | 209  | 172  | 124  | 109  | 102  | 88   | 55   | 49   | 104  | 157  | 204  | 249  | 630      | 335      | 192      | 465      | 1 622 |
| Umidità relativa media (%) | 77,0 | 81,3 | 75,2 | 70,5 | 62,9 | 53,5 | 60,8 | 71,3 | 66,9 | 68,3 | 72,1 | 72,0 | 76,8     | 69,5     | 61,9     | 69,1     | 69,3  |